# Бандит (фільм, 1997)
«Бандит» (пол. Bandyta, фр. Brute, англ. Bastard) — польсько-французско-німецький художній фільм 1997 року.

## Зміст
Ґері Брутецкі накоїв у своєму житті чимало злого і за свої провини був засуджений. За програмою соціальної реабілітації колишніх правопорушників його відправляють у Румунію працювати в лікарні для сиріт. Там він бачить у яких тяжких умовах живуть ці діти. Єдиний шанс для них – це покинути стіни так званої лікарні за всяку ціну.